# Little Big Adventure 2
Little Big Adventure 2 (LBA2: Twinsen’s Odyssey) — компьютерная игра, созданная студией Adeline Software International и выпущенная в 1997 году. Является продолжением игры Little Big Adventure.
В Европе игру издала Electronic Arts.
20 октября 2015 года игра была выпущена в Steam. В марте 2023 года был анонсирован ремейк и оригинальной игры, и её сиквела, с планируемой датой выхода в 2024 году.

## Описание
Жанр игры — Экшн-адвенчура с элементами квеста. Графическая составляющая унаследована от предыдущей части. Игроки также наблюдают мир в изометрической перспективе с трёхмерными предметами. В игре игрок может свободно исследовать игровой мир, который включает родную планету героя — Твинсан, так и Зилич — планету пришельцев. Игровой процесс включает в себя бои с противниками, разговоры с NPC, розыск необходимых для прохождения предметов, поиск денег, восстановителей здоровья и магической энергии.
Как и предыдущеё части игрок управляет Твинсеном — одним из жителей планеты Твинсан, спасший в прошлом свой народ от злобного диктатора Фонфрога, а теперь вновь призванным спасти свой мир.

## Геймплей
Little Big Adventure 2 имеет два режима камеры — для сцен вне помещений используется свободный перспективный вид, а для сцен в помещениях изометрическая перспектива (игровое поле поворачивается на 45 градусов). Все персонажи и транспортные средства основаны на трёхмерных полигональных моделях, что необходимо для комфортной игры, так как игрок обладает свободой перемещения и может рассмотреть любой объект с нескольких сторон. Игровое поле разделено на сцены (небольшие участки пространства, которые являются активными). Когда игрок выходит, игра автоматически сохраняется. Но при возвращении в сцену все враги снова будут на месте. После завершения определенных задач, отображается плеер с видео, которое показывает полную последовательность движений. Игровой мир является достаточно большим и разнообразным для игр своего времени. Есть две планеты и спутник, доступные для посещения, на каждой планете есть свой определённый стиль и множество локаций открытых для исследования. Как и его предшественник, LBA 2 — это адвенчура в режиме реального времени. Есть также много задач, которые являются необязательными или нелинейными. Интерактивность окружающего мира играет важную роль в Little Big Adventure. Почти со всеми персонажами можно поговорить, большинство персонажей индивидуально реагируют на слова и действия Твинсена.

## Сюжет
В стартовой заставке игры, сюжет завязывается с того, что друг Твинсена Динофлай — летающий динозавр, попадает во время полёта в грозу и получает удар молнией. Игру герой начинает в подвале своего дома. После обследования жилища Твинсена и Зои (жены главного героя), можно выйти на улицу, где постоянно идёт дождь и найти Динофлая, лежащего на заднем дворе с повреждённым крылом. Для того, чтобы вылечить его, нужно переплыть на соседний остров, где находится школа волшебства. Волшебники-преподаватели знают толк в медицине и смогут помочь. Однако, паромщик отказывается везти Твинсена из-за шторма, вызванного грозой. Поговорив с различными жителями острова, выясняется, что прекратить эти чрезмерные осадки может Погодный Волшебник. После разговора с Магом метеорологических явлений, отважный герой узнаёт, что для проведения ритуала разгонки туч необходим маяк, а значит и хранитель маяка, который пропал где-то в пещерах. Для подвига Твинсену понадобится волшебная туника и магический медальон, которая хранится в музее, посвященном нашему подопечному. После обретения реликвии можно идти обследовать темные закоулки зловещих пещер и уничтожать поселившихся там монстров, вроде кровожадного Тралла — чудовищного крысо-бобра. Освобождение Рафа — хранителя маяка даёт возможность Погодному кудеснику рассеять облака над островом.
Но вместе с лучами солнца прилетают и гости с неба — инопланетяне. Внешне новоприбывшие выглядят вполне дружелюбно, но вскоре главного героя начинают обстреливать кактусы, камни и мусорные урны, это, конечно же, замаскированные пришельцы. Раз погода улучшилась, теперь надо заняться лучшим другом Твинсена, драконом Динофлаем. Для этого герой отправляется в Школу волшебства, которая расположена на соседнем Пустынном Острове, где ещё больше злобных кактусов. После многочисленных путешествий с острова на остров герой находит Школу Магии, в которой верховный волшебник сообщает, что если сам Твинсен станет магом, то приобретёт способность к исцелению. Чтобы получить заветный диплом чародея необходимо не только выложить кучу монет, но и пройти три испытания: первое на меткость и реакцию, следующее на мастерство вождения и прыжков по скалам, и последнее на внимательность и ловкость. Получив за каждое испытание по волшебному артефакту и напоследок, сертификат мага, Твинсен вылечивает своего летающего динозавра рогом Тритона. Позже наш доблестный герой получает от главы Школы Волшебников задание разыскать пропавших колдунов.
Купив экипировку волшебника, Твинсен получает от пришельцев приглашение посетить планету Зилич. Там мы узнаём шокирующую правду: волшебников похитили инопланетяне. Сбежав из тюрьмы и освободив попутно лидера сопротивления, будущий победитель чужих похищает летающее блюдце и летит на родной Твинсан. На родной планете герой обнаруживает новые ужасающие подробности: злобные пришельцы захватили власть на островах, установили диктаторский режим, поставили повсюду охранных роботов-убийц, и похитили местных детей. После беседы с Верховным Магом, мы узнаём, что для успешного завершения миссии по освобождению планеты необходима сфера Сенделл. Найдя по дороге магическое Кольцо Молнии, мы наконец-то обретаем нужную реликвию. Далее Твинсен похищает очередную летающую тарелку и отправляется, на этот раз, на Эмеральд — спутник Твинсана.
На спутнике, облачившись в скафандр со встроенным лазером, освобождает гениального изобретателя Джеромо-Балдино. Попутно выясняется, что пришельцы построили на обратной стороне луны огромный реактор, способный вытолкать её с орбиты и обрушить на планету. Для предотвращения запуска реактора, Твинсен и Балдино отправляются на Зилич. После заставки, изображающей катастрофичное прибытие на Зилич, Твинсен должен решить кучу проблем: найти детей и волшебников, починить корабль и убраться с этой ужасной планеты. В процессе решения этих проблем мы больше узнаём об обществе Зилича, их социальном устройстве и религии. Глава правительства — злодейский Император, а возглавляет сонм местных богов зловещий Тёмный Монах, который и способствовал плану Императора по вторжению на Твинсан. Чтобы переубедить тёмного бога в планах на мировое господство, нужно четыре фрагмента Ключа, по одному от каждой расы Зилича.
После того, как Твинсен соберёт все фрагменты, он сможет сразиться со злодейским божеством. Но во время боя выяснится, что Тёмный монах на самом деле — Фанфрок, диктатор, который уже один раз пытался захватить Твинсан. Чтобы победить узурпатора, придётся снова сразиться с его подручными — киборгами-клонами. А пока Твинсен борется со злодеями, Джерамо-Балдино спасает похищенных детей и волшебников. После триумфального возвращения Твинсена и остальных героев на Твинсане начинается праздник.

## Критика
| Иноязычные издания    | Иноязычные издания |
| Издание               | Оценка             |
| --------------------- | ------------------ |
| CGW                   | [ 4 ]              |
| Русскоязычные издания |                    |
| Издание               | Оценка             |
| Game.EXE              | 84 %               |
| «Игромания»           | [ 6 ]              |
| «ЛКИ»                 | [ 7 ]              |
| «НИМ»                 | 8,6 из 10          |
| «Страна игр»          | 9 из 10            |

Роберт Коффи из Computer Gaming World написал про игру, что «с её беспрецедентными чудом и воображением, подачей истории, ловким сочетанием экшена и приключений, Twinsen’s Odyssey — это истинное наслаждение и просто самая очаровательная игра, в которую я когда-либо играл».